# Các đội tuyển bóng đá quốc gia Việt Nam năm 2020
Dưới đây là lịch và kết quả thi đấu của một số đội tuyển bóng đá quốc gia Việt Nam các cấp trong năm 2020. Bàn thắng của các đội tuyển Việt Nam được liệt kê trước.

## Nam

### Đội tuyển nam quốc gia
Giao hữu
| Ngày        | Địa điểm           | Đối thủ       | Tỷ số | Vòng đấu | Cầu thủ ghi bàn                                                           | Chi tiết |
| ----------- | ------------------ | ------------- | ----- | -------- | ------------------------------------------------------------------------- | -------- |
| 24 tháng 12 | Cẩm Phả, Việt Nam  | U-22 Việt Nam | 3–2   | Giao hữu | - Nguyễn Văn Quyết 26' - Lương Xuân Trường 57' (ph.đ.) - Hà Đức Chinh 78' | [ 1 ]    |
| 27 tháng 12 | Việt Trì, Việt Nam | U-22 Việt Nam | 2–2   | Giao hữu | - Vũ Văn Thanh 31' (ph.đ.) - Nguyễn Quang Hải 39'                         | [ 2 ]    |

### Đội tuyển U-22,U-23 quốc gia
Giải vô địch bóng đá U-23 châu Á 2020
| Ngày                                                                                       | Địa điểm           | Đối thủ           | Tỷ số | Vòng đấu | Cầu thủ ghi bàn        | Chi tiết |
| ------------------------------------------------------------------------------------------ | ------------------ | ----------------- | ----- | -------- | ---------------------- | -------- |
| 10 tháng 1                                                                                 | Buriram, Thái Lan  | UAE               | 0–0   | Bảng D   |                        | [ 3 ]    |
| 13 tháng 1                                                                                 | Buriram, Thái Lan  | Jordan            | 0–0   | Bảng D   |                        | [ 4 ]    |
| 16 tháng 1                                                                                 | Băng Cốc, Thái Lan | CHDCND Triều Tiên | 1–2   | Bảng D   | - Nguyễn Tiến Linh 16' | [ 5 ]    |
| Việt Nam xếp cuối Bảng D và dừng chân tại vòng bảng Giải vô địch bóng đá U-23 châu Á 2020. |                    |                   |       |          |                        |          |

Giao hữu
| Ngày        | Địa điểm               | Đối thủ  | Tỷ số | Vòng đấu | Cầu thủ ghi bàn                                   | Chi tiết |
| ----------- | ---------------------- | -------- | ----- | -------- | ------------------------------------------------- | -------- |
| 3 tháng 1   | Samut Prakan, Thái Lan | Bahrain  | 1–2   | Giao hữu | - Huỳnh Tấn Sinh 90' (ph.đ.)                      | [ 6 ]    |
| 24 tháng 12 | Cẩm Phả, Việt Nam      | Việt Nam | 2–3   | Giao hữu | - Trần Văn Đạt 21' - Nguyễn Hữu Thắng 52' (ph.đ.) | [ 7 ]    |
| 27 tháng 12 | Việt Trì, Việt Nam     | Việt Nam | 2–2   | Giao hữu | - Bùi Hoàng Việt Anh 29' - Hồ Thanh Minh 84'      | [ 8 ]    |

## Nữ

### Đội tuyển nữ quốc gia
Vòng loại bóng đá nữ Thế vận hội Mùa hè 2020 khu vực châu Á (Vòng 3)
| Ngày | Địa điểm           | Đối thủ  | Tỷ số | Vòng đấu | Cầu thủ ghi bàn       | Chi tiết |
| --- | ------------------ | -------- | ----- | -------- | --------------------- | -------- |
| 6 tháng 2 | Seogwipo, Hàn Quốc | Myanmar  | 1–0   | Bảng A   | - Ngân Thị Vạn Sự 62' | [ 9 ]    |
| 9 tháng 2 | Seogwipo, Hàn Quốc | Hàn Quốc | 0–3   | Bảng A   |                       | [ 10 ]   |
| Việt Nam đứng nhì Bảng A và lọt vào vòng play-off của Vòng loại bóng đá nữ Thế vận hội Mùa hè 2020 khu vực châu Á. |                    |          |       |          |                       |          |

Vòng loại bóng đá nữ Thế vận hội Mùa hè 2020 khu vực châu Á (Vòng play-off)
| Ngày | Địa điểm          | Đối thủ | Tỷ số | Vòng đấu | Cầu thủ ghi bàn | Chi tiết |
| --- | ----------------- | ------- | ----- | -------- | --------------- | -------- |
| 6 tháng 3 | Newcastle, Úc     | Úc      | 0–5   | Play-off |                 | [ 11 ]   |
| 11 tháng 3 | Cẩm Phả, Việt Nam | Úc      | 1–2   | Play-off | - Huỳnh Như 55' | [ 12 ]   |
| Việt Nam dừng chân ở vòng play-off Vòng loại bóng đá nữ Thế vận hội Mùa hè 2020 khu vực châu Á, không thể giành quyền tham dự Thế vận hội Mùa hè 2020. |                   |         |       |          |                 |          |